# ECDMA13
ECDMA13 è una District Management Area della municipalità distrettuale di Chris Hani
Il suo territorio  si estende su una superficie di 133 km²; la sua popolazione, in base al censimento del 2001, è di 150 abitanti.
Il suo territorio è compreso nel Mountain Zebra National Park e costituito da due aree non contigue delle municipalità locali di Inxuba Yethemba e Tsolwana.